# خنافس أمبروزيا

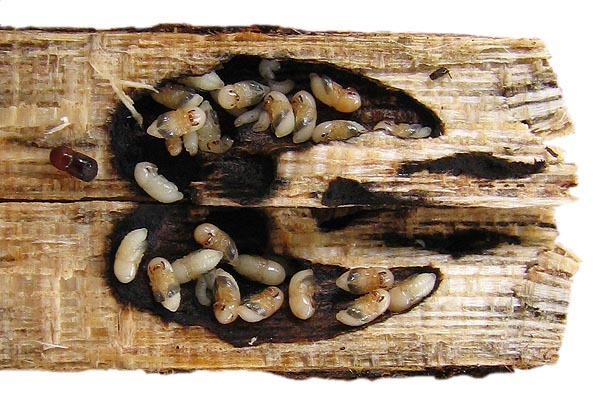
Gallery of Xylosandrus crassiusculus split open, with pupae and black fungus

خنافس أمبروزيا أو خنافس أمبروسيا  (الاسم العلمي Ambrosia beetle)، هي خنافس من فصائل السوسينات وخنافس اللحاء والأمبروزية وPlatypodinae (غمديات الأجنحة، سوسية حقيقية).
الحشرات الكاملة لهذه الخنافس تنخر أنفاق في الخشب غير المصنع ولكنها لا تتغذى عليه ولكن تتغذى على فطر أمبروزيا الذي تحمله  والذي يتم نموه داخل أنفاق الخشب.
تنمو يرقات الخنافس في خلايا بجوار الأنفاق والإناث البالغة للخنافس ترعي، وتغذي اليرقات على الفطر إلى أن تتعذر (عذراء). الحشرات الكاملة حديثة الخروج
تحمل جراثيم الفطر بداخل جيوب صغيرة بجدار جسمها والذي يعتبر مستودع لجراثيم
الفطر وبذلك يتم نقل وانتشار الجراثيم إلى منطقة جديدة. تلف الخشب يرجع إلى الثقوب
التي تحدثها الخنافس وكذلك البقع التي يحدثها الفطر ولكن اليرقات لا تسبب أي ضرر.

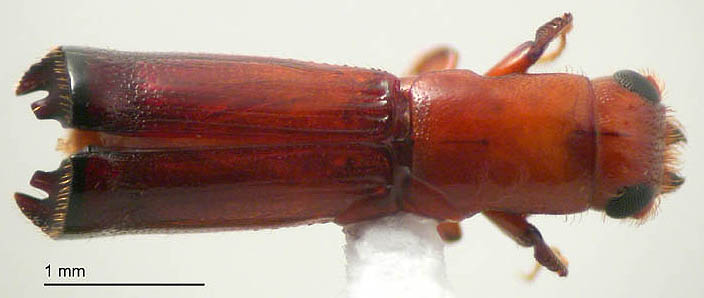
Dinoplatypus chevrolati from Papua New Guinea, an example of Platypodinae, another species-rich group of ambrosia beetles